# Shinola, Vol. 1
Shinola, Vol. 1 är ett samlingsalbum av det amerikanska rockbandet Ween, släppt den 19 juli 2005. Låtarna var inspelade så tidigt som 1990 fram till 2005. "Monique the Freak" och "Gabrielle" släpptes som singlar från albumet.
AllMusic kritikern Stephen Thomas Erlewine gav Shinola, Vol. 1 4.5 av 5 i betyg.

## Låtlista
Alla låtar skrevs av Ween.
1. "Tastes Good on th' Bun" - 3:26
2. "Boys Club" - 3:06
3. "I Fell in Love Today" - 4:09
4. "Big Fat Fuck" - 2:55
5. "Gabrielle" - 3:29
6. "Did You See Me?" - 5:11
7. "How High Can You Fly?" - 2:39
8. "Transitions" - 3:45
9. "Israel" - 3:40
10. "The Rift" - 5:41
11. "Monique the Freak" - 5:48
12. "Someday" - 3:45